# Tour panoramique d'Espoo
La Tour panoramique d'Espoo (en finnois : Panorama Tower) est un gratte-ciel située dans le quartier de Leppävaara à Espoo en Finlande.

## Description
La tour a une hauteur de 85 mètres. Elle a été conçue par le cabinet d'architectes Larkas & Laine Oy.
Sa surface totale est de 23 600 m2, dont 16 100 m2 de bureaux et 1 600 m2 de commerces. Le bâtiment A fait 4 000 m2, le bâtiment B 3 900 m2 et la tour proprement dite 8 200 m2.
Le volume disponible à la location est de 90 000 m3.
Elle est construite à proximité de la tour de Leppävaara.
À l'époque de sa construction, c'est la troisième plus haute tour d'Espoo après le siège de Fortum et la tour de Kone et de la troisième plus haute tour de bureaux de Finlande après le siège de Fortum et la tour de l'Itäkeskus.

## Galerie

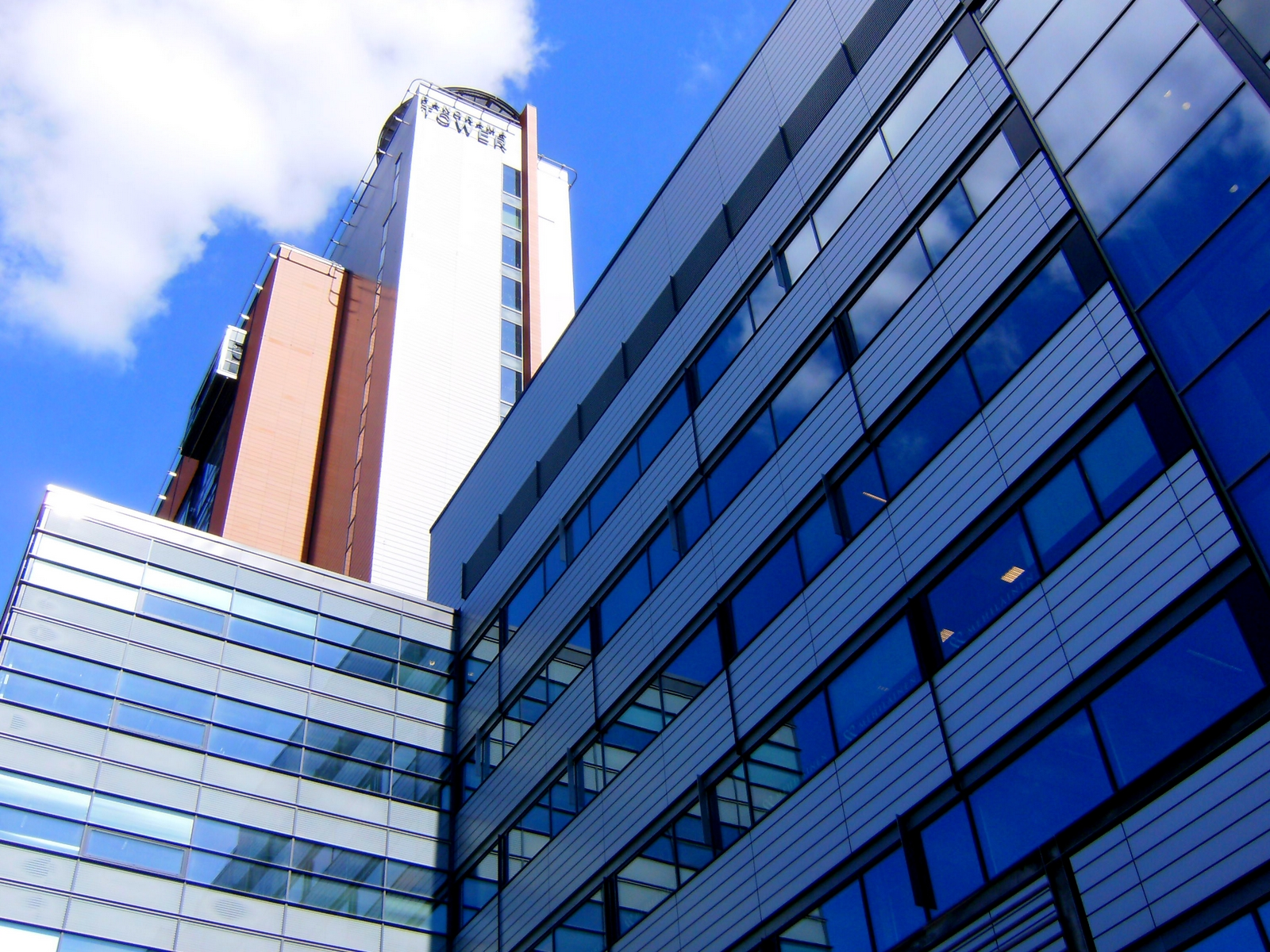
La Tour panoramique en 2010.
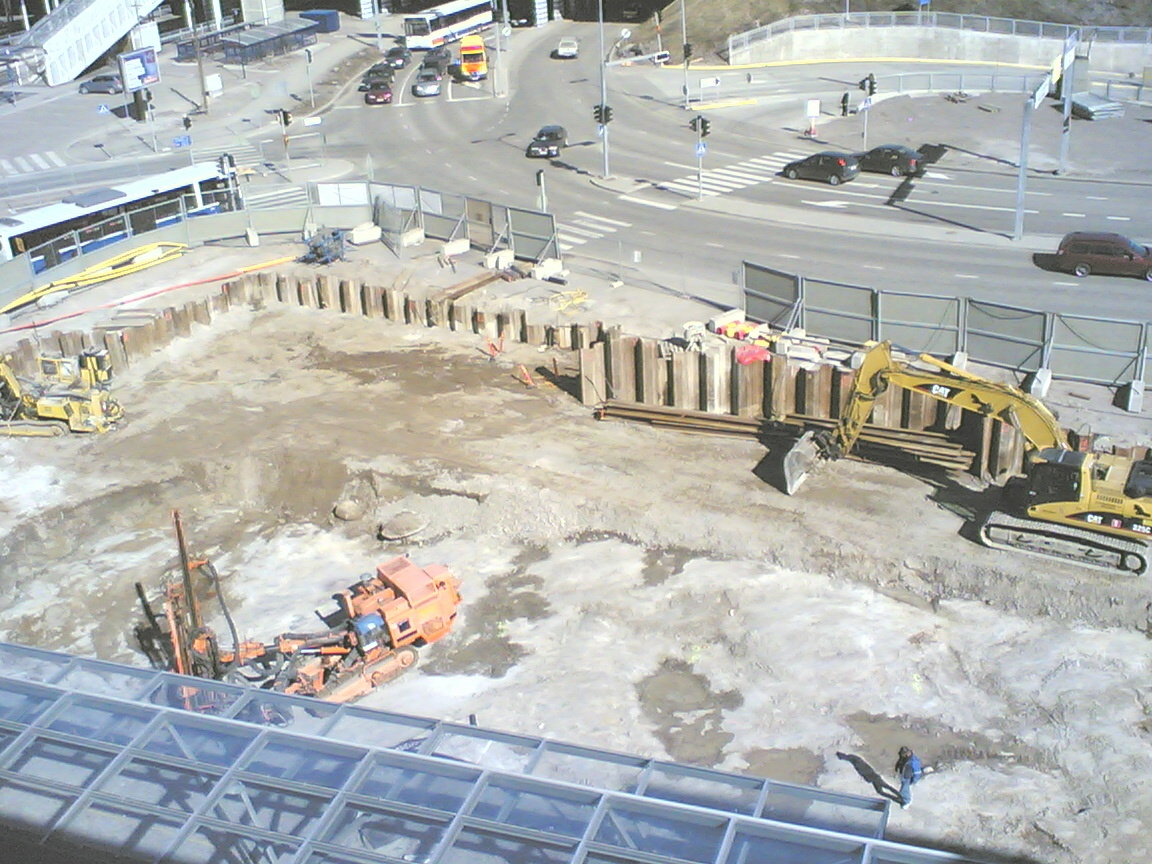
Le chantier de la Tour en 2006.
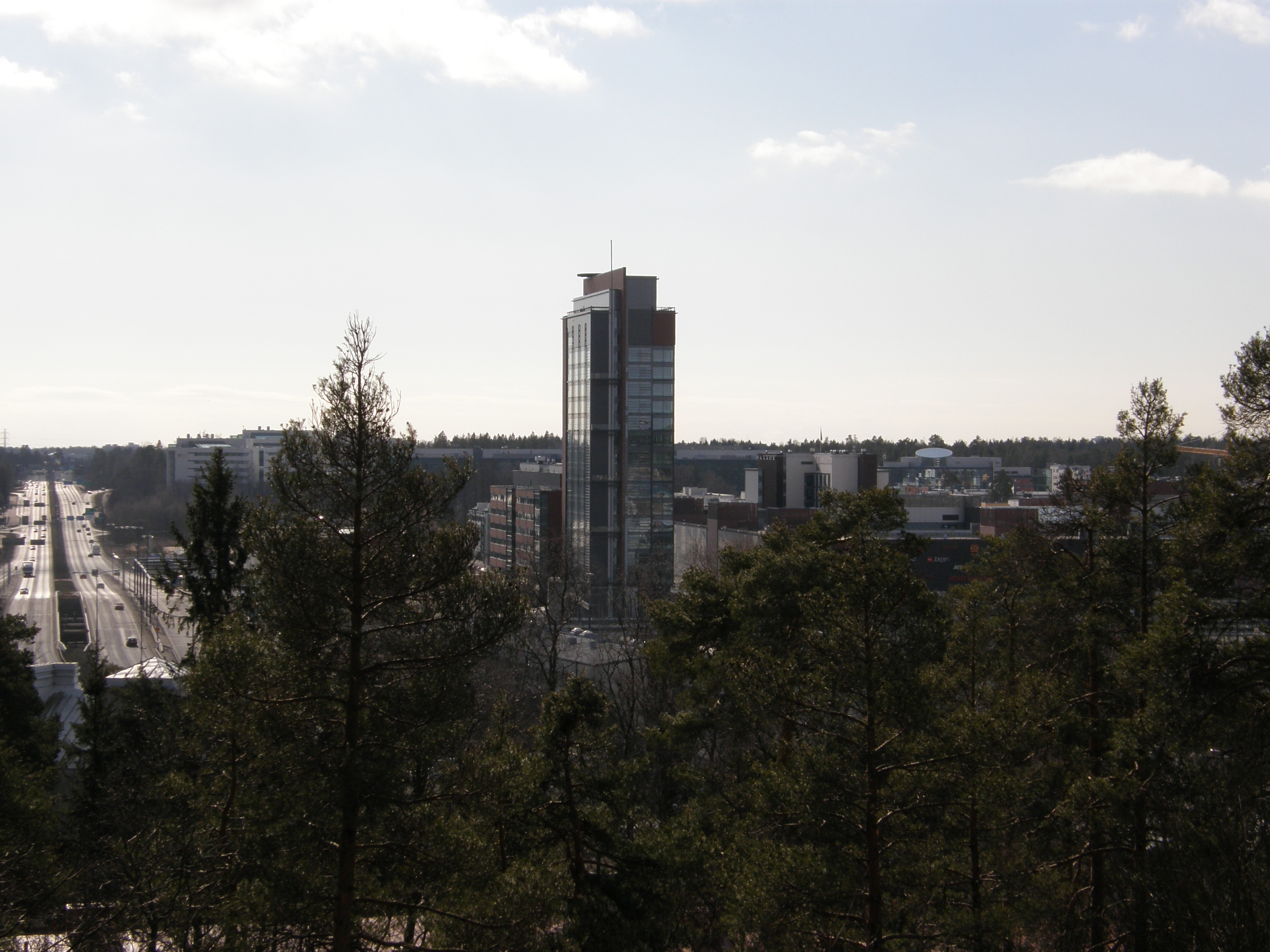
La Tour vue du Kehä I.